# Cola (erebídeos)
Cola (Arctiidae) é um gênero de traça pertencente à família Arctiidae.